# Exiti
Exiti  (en llatí Exitius) va ser un magistrat romà del segle i aC.
Va ser qüestor l'any 43 aC i un dels partidaris de Marc Antoni. Ciceró l'esmenta com el frater (que voldria probablement el cosí germà) de Filadelfes sobrenom que el mateix Ciceró va donar a Gai Anni Cimbre.